# 山口県国際総合センター
山口県国際総合センター（やまぐちけんこくさいそうごうセンター）は、山口県下関市豊前田町3丁目3番1号にある、山口県と一般財団法人山口県国際総合センターが設置し、同財団法人が管理・運営する会議・展示施設。通称は海峡メッセ下関（かいきょうメッセしものせき）。

## 概要
細江地区の旧日本国有鉄道貨物ヤード（関門連絡船貨車航送場）跡地を対象とした再開発事業「海峡あいらんど21」計画の一環として、海峡ゆめ広場（1989年（平成元年）9月完成）に隣接する土地に建設された。なお、同センターの建設計画は、県立の文化施設を県内各地にバランスよく配置する意図をもって、岩国市のシンフォニア岩国と萩市の山口県立萩美術館・浦上記念館の建設と一体をなすものとして、推し進められた。
1994年（平成6年）7月から建設が始められ、1996年（平成8年）6月に完成、同年8月1日にオープン（海峡ゆめタワーは7月20日に先行オープン）した。

## 施設
敷地面積は7,841m2、延床面積 30,587m2で、地上10階のオフィスビル「国際貿易ビル」（延床面積：14,684.21㎡）、地上4階のイベントホール・展示見本市会場「アリーナ」（6,957.97㎡）、展望塔「海峡ゆめタワー」（2,439.2㎡）、立体駐車場から構成される。

### 海峡ゆめタワー
海峡ゆめタワーの高さは153m、展望室の高さは地上143m。これは西日本の自立型タワーの中では最も高い（ただし、超高層ビルを含めた展望室の高さを比較した場合、大阪市のあべのハルカス ハルカス300が288mで西日本一）。形状が特徴的で、展望室が球体状になっている。球体状の展望室はこのタワーが世界最初だった。夜はライトアップされ、関門海峡周辺（下関市街地・門司港レトロ、関門橋など）の夜景を楽しめる。歴史に関する展示もあり、「壇ノ浦の戦いの地」や「巌流島の決闘場」を実際に見下ろしながら学ぶことが出来る。
2024年に山口県が下関市に本社を置く不動産会社のエストラストとネーミングライツパートナー協定を結び、同年4月1日から「オーヴィジョン海峡ゆめタワー」の名称を用いている。期間は2029年3月末までの5年間で、契約金額は年額400万円（税別）。　

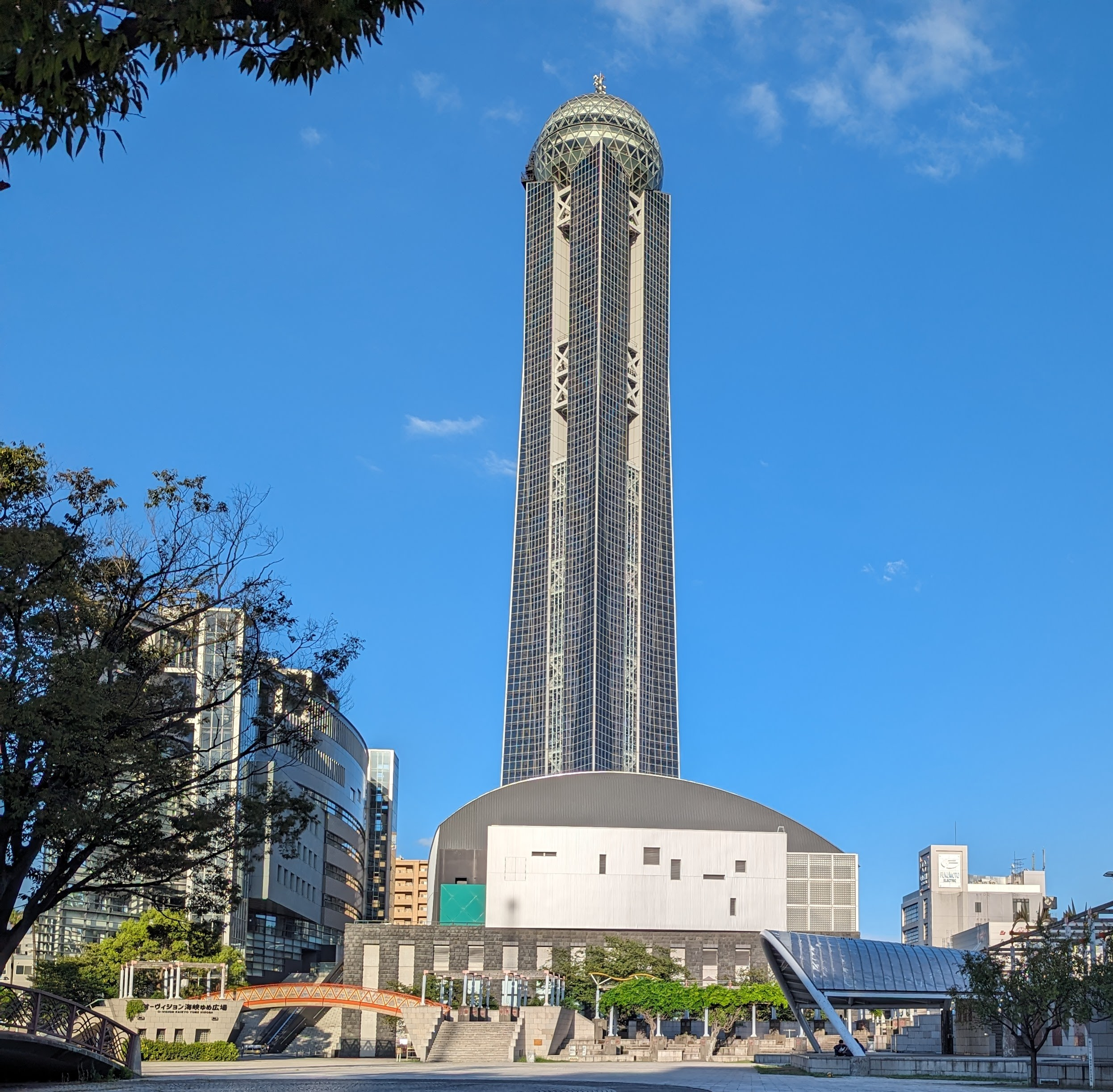
海峡ゆめタワー
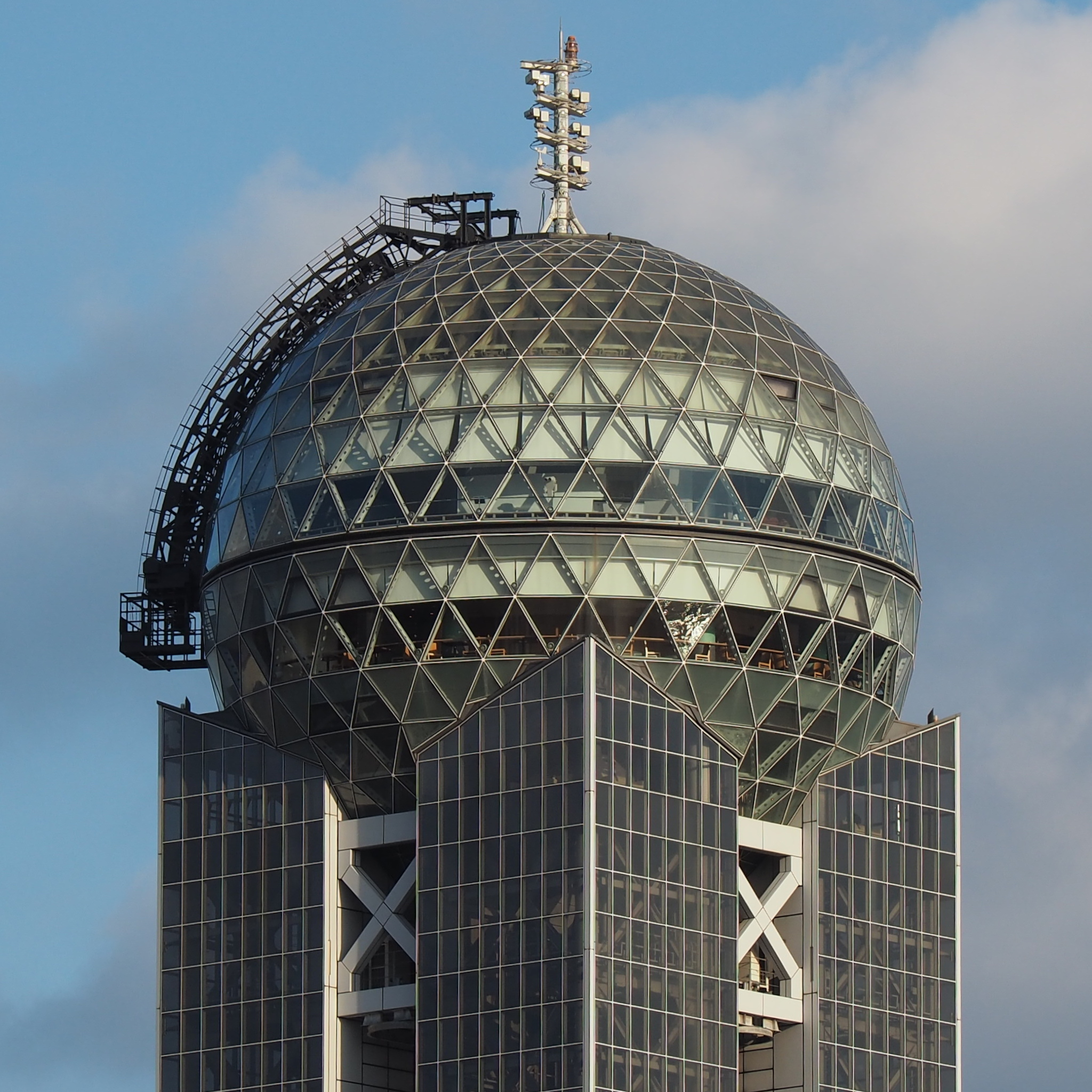
球状の展望室

### 国際貿易ビル
国際貿易ビルには、4ヵ国語同時通訳設備のある国際会議場や多目的ホール「海峡ホール」が設けられているほか、様々なテナントが入居している。アリーナのイベントホールでは、2002年（平成14年）に国際捕鯨委員会 (IWC) の年次総会が開催された。

#### 主なテナント
- ジェトロ山口
- パスポートセンター
- NHK下関支局
- yab山口朝日放送下関支局
- ワイエム証券本社
- ゆうちょ銀行山口地域センター
- 山口県日中経済交流促進協会

## 交通
- JR西日本下関駅より徒歩約3分。
- 下関港国際ターミナルよりすぐ近く。
- サンデン交通「豊前田」バス停下車

## 近隣施設
- 海峡ゆめ広場
- 下関駅
- シーモール下関
- 下関港国際ターミナル
- 下関警察署
- 下関市民会館
- エディオン下関店